# Technisches Museum Wien
Das Technische Museum Wien, kurz TMW, befindet sich an der Adresse Mariahilfer Straße 212 im 14. Wiener Gemeindebezirk Penzing. Es zeigt Exponate und Modelle aus der Geschichte der Technik unter besonderer Berücksichtigung des österreichischen Anteils an der technologischen Entwicklung. Es verfügt über zahlreiche historische Demonstrationsmodelle, etwa aus dem Bereich der Eisenbahn, des Schiffbaus, der Luftfahrt und der Industrie. Herausragend sind dabei die funktionsfähigen Dampfmaschinen. Weiters ist im TMW eine der größten Sammlungen historischer Musikinstrumente in Österreich untergebracht. Dem Museum angegliedert ist die Österreichische Mediathek.
Das denkmalgeschützte Hauptgebäude wurde ab 1909 nach Plänen von Hans Schneider errichtet und am 6. Mai 1918 als „Technisches Museum für Industrie und Gewerbe“ eröffnet. Es grenzt stadteinwärts an den Gustav-Jäger-Park. Auf der gegenüberliegenden Straßenseite liegt der Auer-Welsbach-Park. Die hellen, mit Glaskuppeln überdachten Innenhöfe gelten als Besonderheit des Gebäudes.
Die Betreibergesellschaft Technisches Museum Wien mit Österreichischer Mediathek ist eine mit 15. August 2000 im Firmenbuch eingetragene Wissenschaftliche Anstalt öffentlichen Rechts des Bundes mit eigener Rechtspersönlichkeit, errichtet durch das Bundesmuseen-Gesetz und die Museumsordnung des Technischen Museums Wien.

## Geschichte

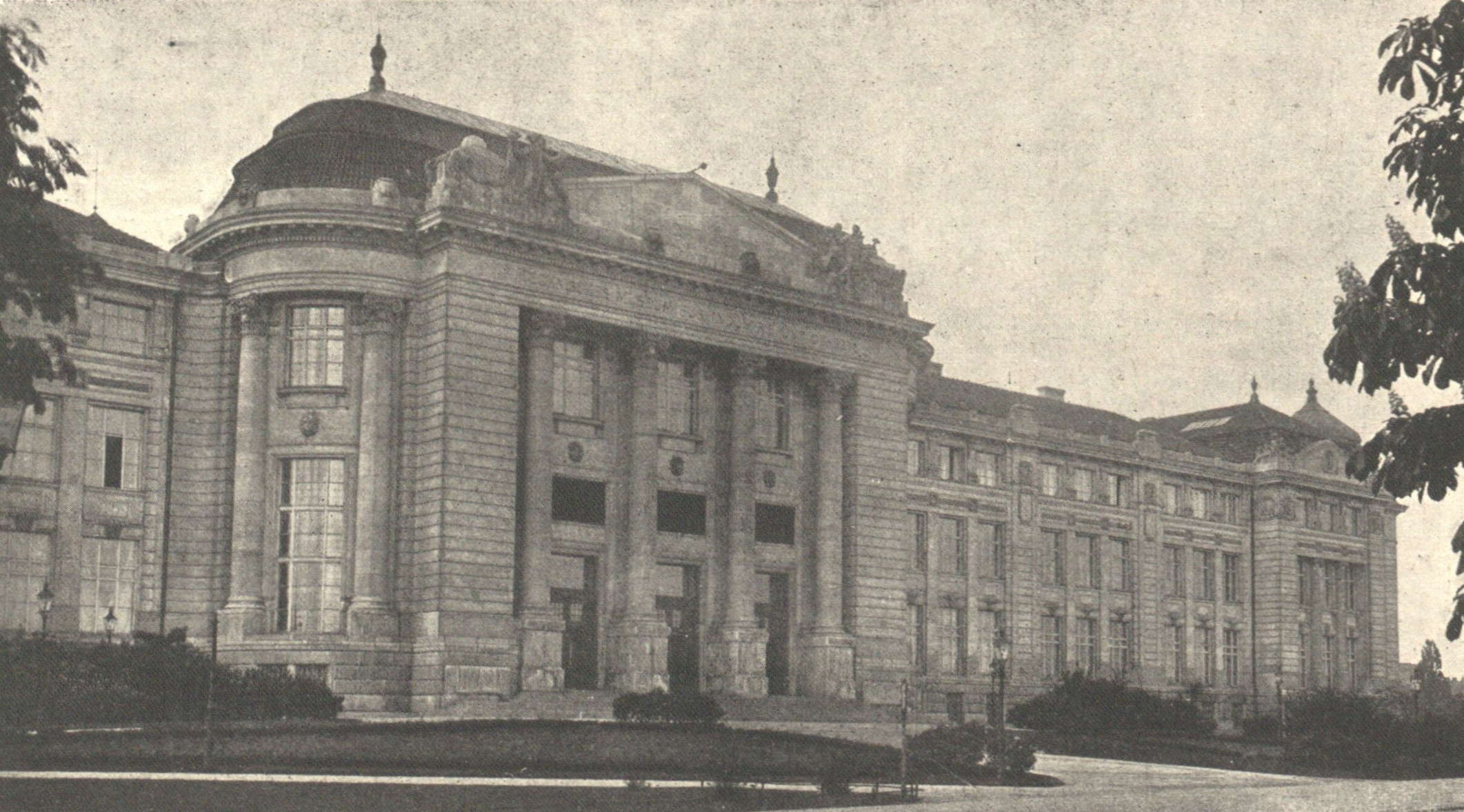
Der Museumsbau im Eröffnungsjahr 1918

### Vorgeschichte
Anlässlich des 60-jährigen Jubiläums des Regierungsantrittes Kaiser Franz Josephs I. im Jahr 1908 wurde beschlossen, in Wien ein Technisches Museum für Industrie und Gewerbe zu errichten. Die Initiative dazu ging im Wesentlichen von Wilhelm Exner aus, der die Idee eines solchen Museums seit der Wiener Weltausstellung 1873 verfolgte. Im Gründungskomitee waren auch die Industriellen Arthur Krupp und Johann Kremenezky, die das Vorhaben finanziell unterstützten, weitere Förderer waren unter anderem der Großindustrielle und Bankier Bernhard Wetzler (1839–1922) und das Bankhaus Rothschild. Im selben Jahr wurde das Technische Nationalmuseum in Prag bereits eröffnet.
Nachdem die Standortfrage geklärt war, das Museum sollte im 14. Wiener Gemeindebezirk unweit der kaiserlichen Residenz in Schönbrunn auf den von der Stadt Wien kostenlos zur Verfügung gestellten „Spitzackergründen“ errichtet werden, wurden erste Vorstudien von Emil von Förster ausgearbeitet. Nach dessen überraschendem Tod im Jahr 1909 wurde eine „Ideen-Konkurrenz“ unter in Wien tätigen Architekten ausgeschrieben, an der sich unter anderem Otto Wagner, Adolf Loos, Rudolf Tropsch und Max Ferstel beteiligten. Die Teilnehmer hatten nur zwei Monate Zeit ihre Entwürfe zu erstellen, dennoch wurden 24 Projekte eingereicht. In die Endauswahl kamen die Pläne von Max Hegele, Rudolf Krausz und Hans Schneider, dessen Entwurf den Studien Försters nahekam und der schließlich auf Intervention des Thronfolgers Franz Ferdinand den Zuschlag erhielt. Auf Kritik von Seiten der Wiener Künstlervereinigungen stieß vor allem die Ablehnung von Otto Wagners Projekt.

### Gründungsjahre
Am 20. Juni 1909 erfolgte die Grundsteinlegung durch den Kaiser. Das Gebäude wurde 1913 fertiggestellt, die für 1914 geplante Eröffnung verzögerte sich allerdings durch den Ersten Weltkrieg bis zum 6. Mai 1918. Im März 1919 konnte bereits der 100.000. Besucher begrüßt werden. Bis 1922 wurde das Museum von einem Verein betrieben, dann aus wirtschaftlichen Gründen verstaatlicht, da viele frühere Förderer mit dem Ende der Monarchie und den Wirren der Nachkriegszeit weggefallen waren.

### NS-Zeit und Restitution
Von 1930 bis 1949 war Viktor Schützenhofer Direktor des Museums.
In der Zeit des Nationalsozialismus kam auch das Technische Museum in den Besitz von Objekten und Materialien, die Juden geraubt worden waren. Auf Basis des Kunstrückgabegesetzes aus dem Jahr 1998 wurde schließlich mit der Provenienzforschung begonnen und der staatlichen Kommission für Provenienzforschung wurden bislang 17 Dossiers übergeben. In vier (8 von 16, Stand November 2015) Fällen wurde die Restitution bereits durchgeführt, darunter fällt der Nachlass des 1942 ermordeten Technikhistorikers Hugo Theodor Horwitz, der seinem Sohn übergeben wurde.

### Ab 1945
Im Jahr 1992 wurde das Museum zwecks Sanierung, Umbau und Vergrößerung geschlossen und am 17. Juni 1999 wieder eröffnet.
Mit dem 1. Jänner 2000 wurde das Museum entsprechend dem Bundesmuseen-Gesetz von 1998 in die Vollrechtsfähigkeit entlassen; ab damals war Gabriele Zuna-Kratky Direktorin des Museums. Im Juni 2019 wurde Peter Aufreiter von Kulturminister Alexander Schallenberg zu ihrem Nachfolger mit 1. Jänner 2020 bestellt.

### Ab 2025
Mit der Eröffnung der neuen Dauerausstellung Materialwelten präsentiert sich das TMW seit 9. April 2025 mit einem völlig neuen Markenauftritt und rückt damit die Neuausrichtung sowie den Innovationsanspruch des Hauses in den Vordergrund. Zentrales Element davon ist Spark, der Funke als Symbol für Fortschritt und Neugier, mit dem neuen Leitspruch „sei Neugierig“.

## Leitung
- 1918–1930 Ludwig Erhard
- 1930–1949 Viktor Schützenhofer
- 1950–1966 Josef Nagler
- 1967–1986 Rolf Niederhuemer
- 1987 Gerhard Maresch, interimistisch
- 1987–1992 Peter Rebernik
- 1993 Peter Donhauser, interimistisch
- 1994–1997 Thomas Werner
- 1997–2000 Peter Donhauser
- 2000–2019 Gabriele Zuna-Kratky
- seit 2020 Peter Aufreiter

## Architektur

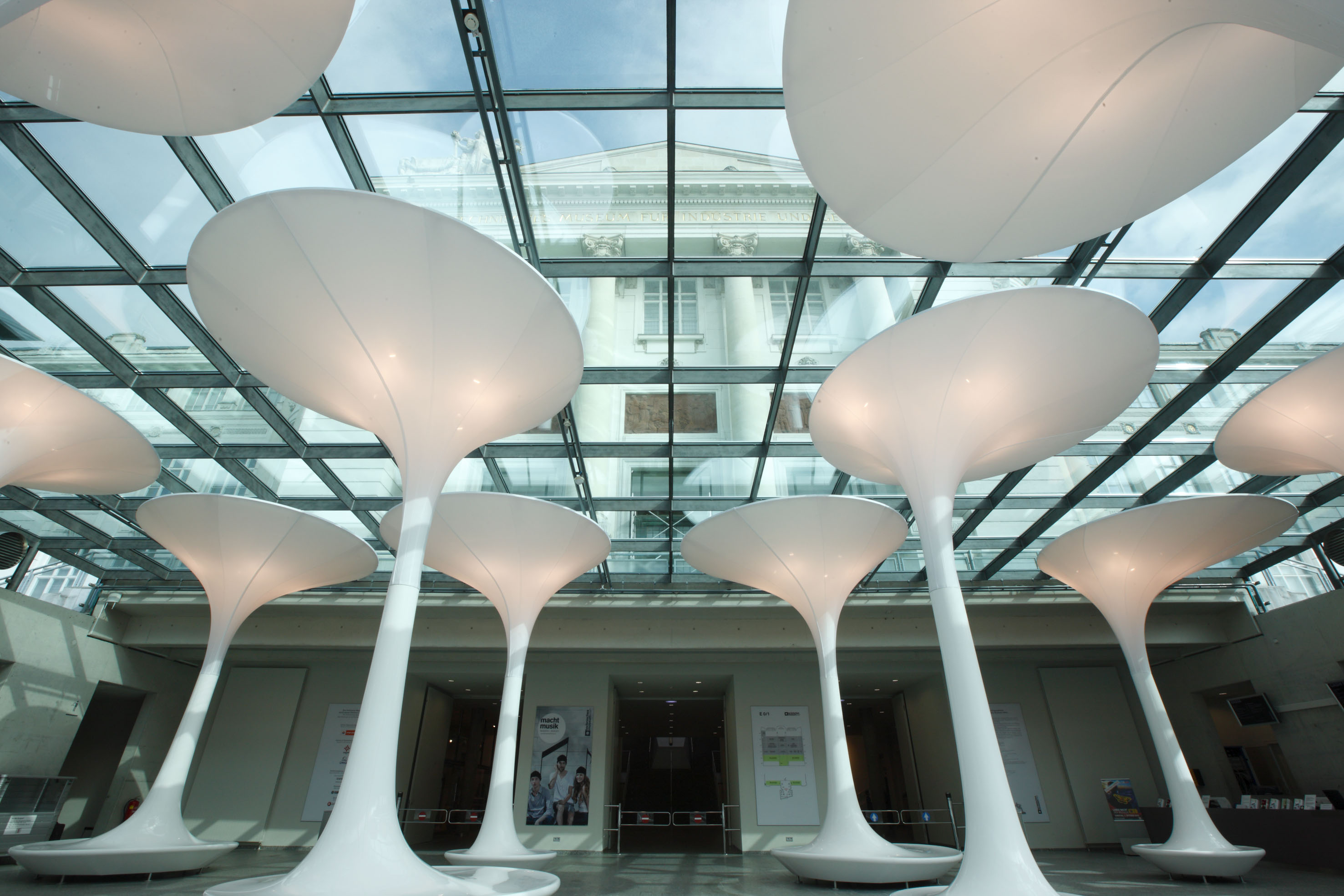
Eingangshalle

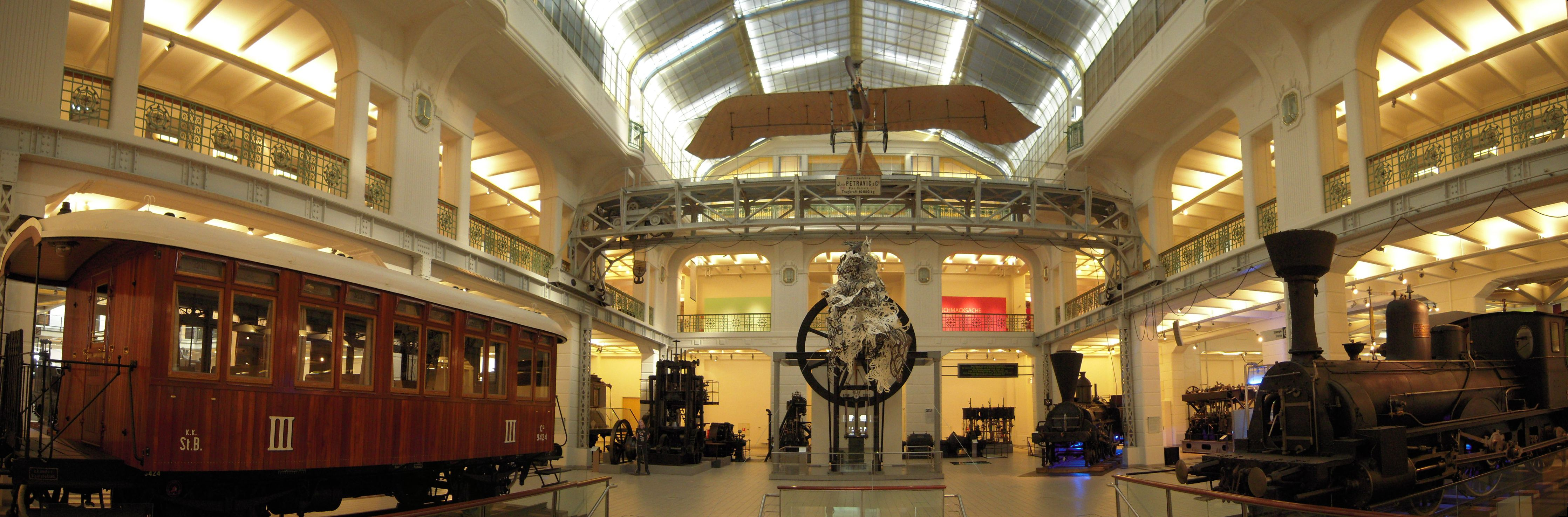
Mittelhalle des TMW

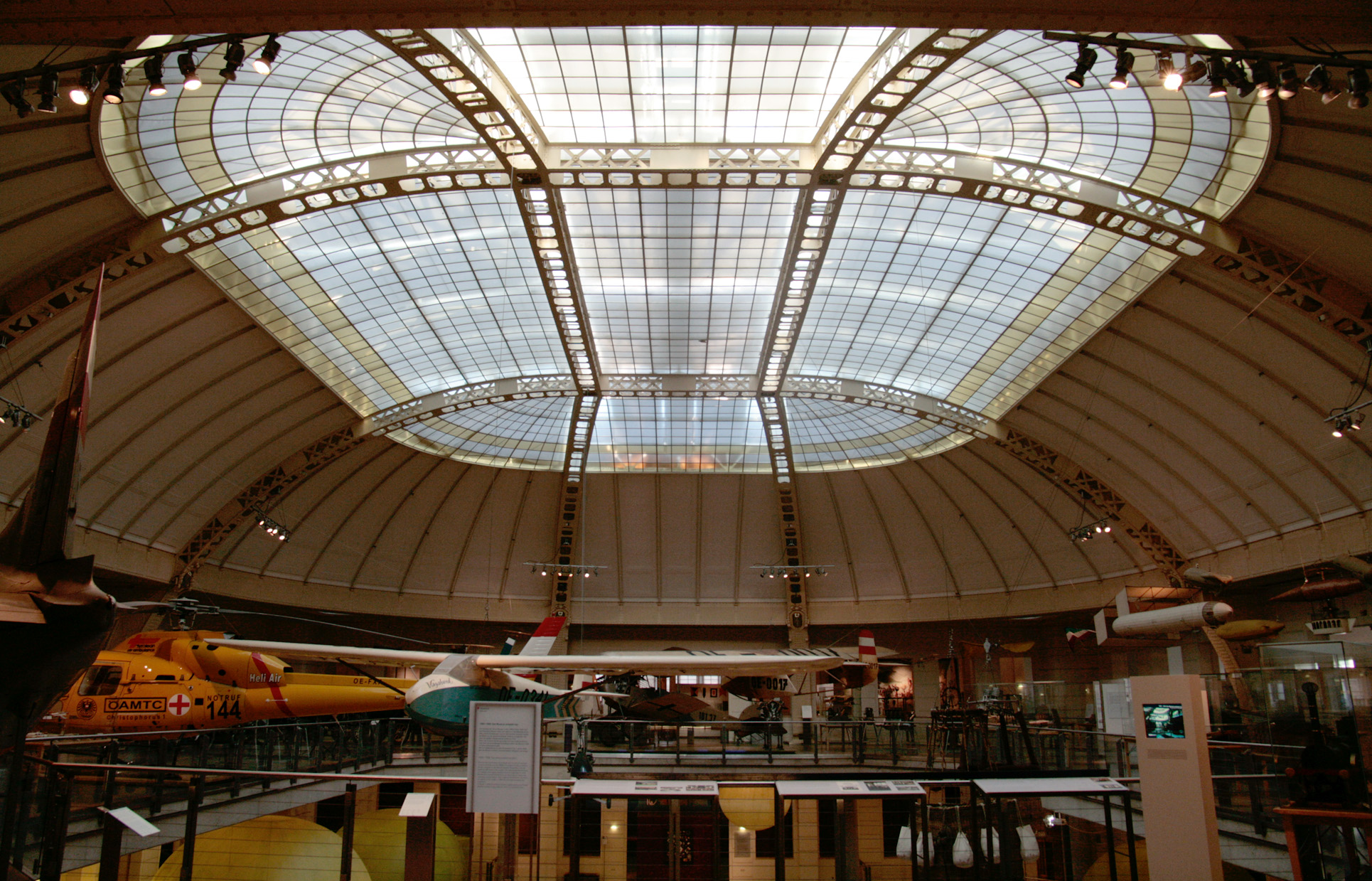
Seitentrakt mit Fluggeräten

Das Museum war eines der ersten repräsentativen Stahlbetongebäude in Österreich (bereits 1904 hatte Otto Wagner dieses Material beim Bau der Wiener Postsparkasse verwendet). Dem Zeitgeschmack entsprechend wurde die Fassade historisierend gestaltet. Die Struktur des Bauwerks, die hellen Ausstellungshallen und die für jene Zeit sehr moderne Elektrifizierung mit insgesamt 46,4 Kilometern an verlegten elektrischen Leitungen, nicht zuletzt für die Demonstrationsapparate und Maschinen, entsprachen den Ansprüchen an ein funktionales Museumsgebäude. Der ursprüngliche Plan Schneiders sah eine spätere Erweiterung durch zwei Seitentrakte vor.
Von 1992 bis 1999 wurde das Gebäude generalsaniert. Dabei wurden die Glaskuppeln der überdachten Innenhöfe um ein Stockwerk angehoben und rundumlaufende Galerien eingezogen, womit die Nutzfläche des Museums um 3.200 m² erweitert wurde. Insgesamt stehen dem Museum nach Umbau und Neugestaltung seit 1999 rund 28.500 m² zur Verfügung. Halbversenkt vor dem Haupteingang wurde ein Glasvorbau als Eingangsbereich angebaut. Darin befinden sich jetzt Garderoben für Besuchergruppen, Schulklassen etc., die Kassen und ein Museumsshop.
Das Gebäude steht unter Denkmalschutz und ist auch von der Stadt Wien als bauliche Schutzzone definiert.

## Exponate
Der Schwerpunkt der Ausstellungen liegt auf der Vermittlung technischer Konzepte. Deshalb gibt es eine große Zahl von Funktionsmodellen, die Besuchern die Möglichkeit geben, technische Vorgänge nachzuvollziehen, und dem technischen Fortschritt entsprechend immer wieder erneuert werden.
Ein weiterer Teil mit Sammlungsstücken aus der ersten Hälfte des 19. Jahrhunderts stammt aus dem 1807 gegründeten k.k. Fabriksprodukten-Kabinett, dessen Ziel es war, Industrieprodukte aus der frühen Industrialisierungszeit der Monarchie zu sammeln.
Das Museum zeigt rund 5 % seiner Sammlungsobjekte u. a. in folgenden Ausstellungsbereichen:
- Materialwelten
- Energie
- Lok.erlebnis
- Alltag – eine Gebrauchsanweisung
- In Arbeit
- Musikinstrumente
- medien.welten
- Mobilität
- In Bewegung
- Klima. Wissen. Handeln

Darüber hinaus zeigt ein Online-Katalog die Objekte in den Depots.

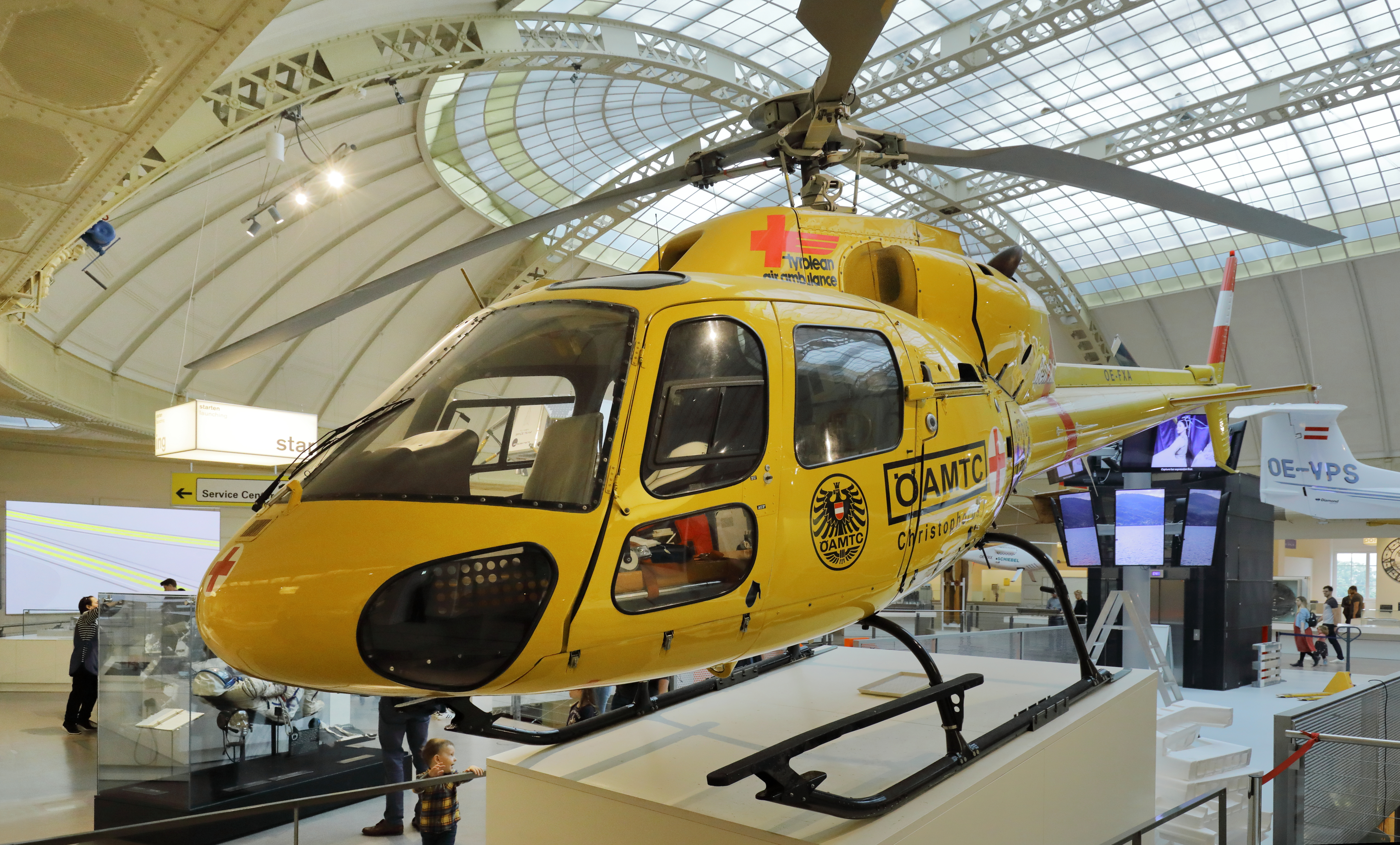
Erster Notarzthubschrauber Österreichs; eine Aerospatiale AS355 Ecureuil 2 und 1983 in Innsbruck in Betrieb genommen
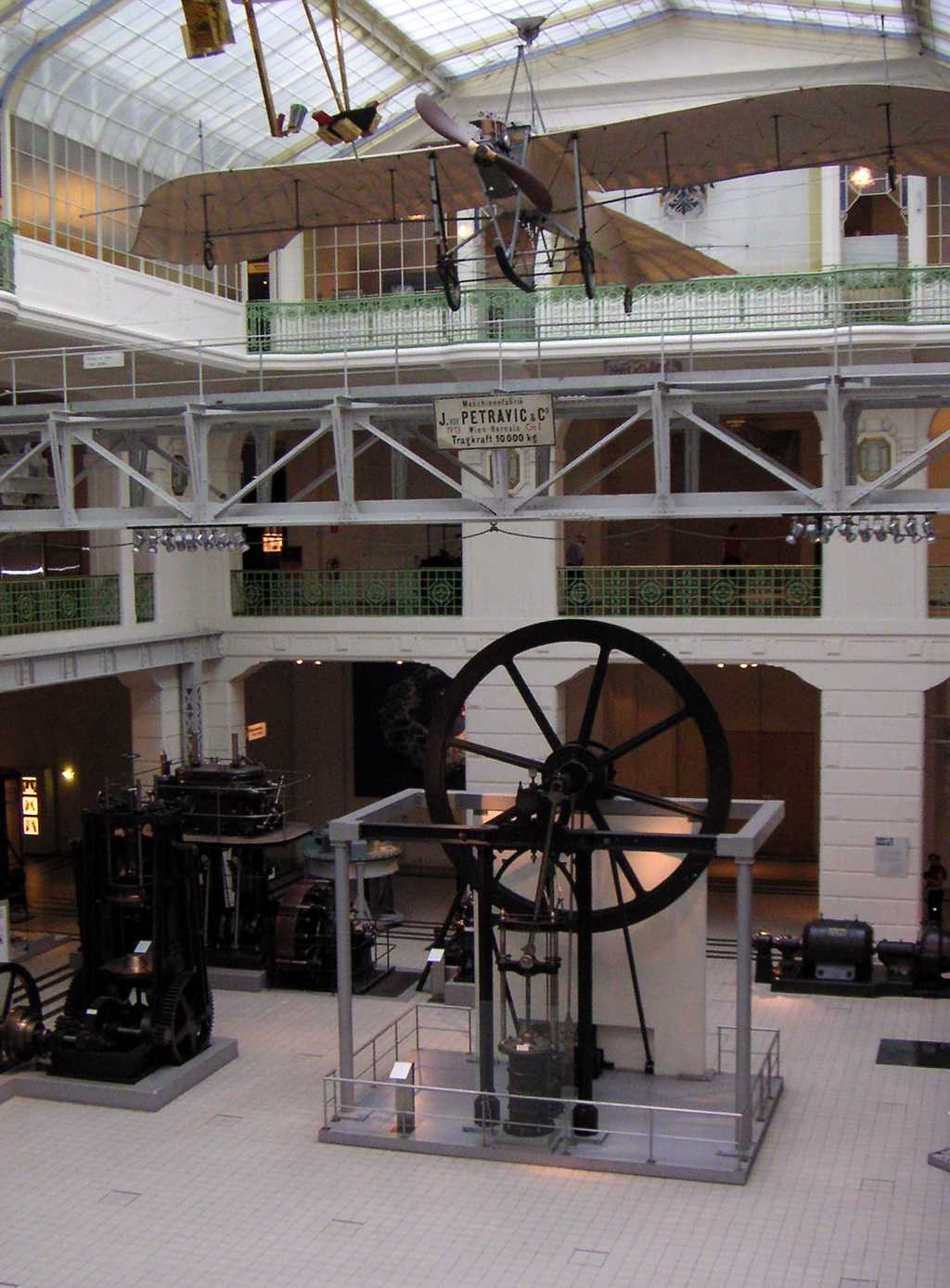
Mittelhalle mit Etrich Taube
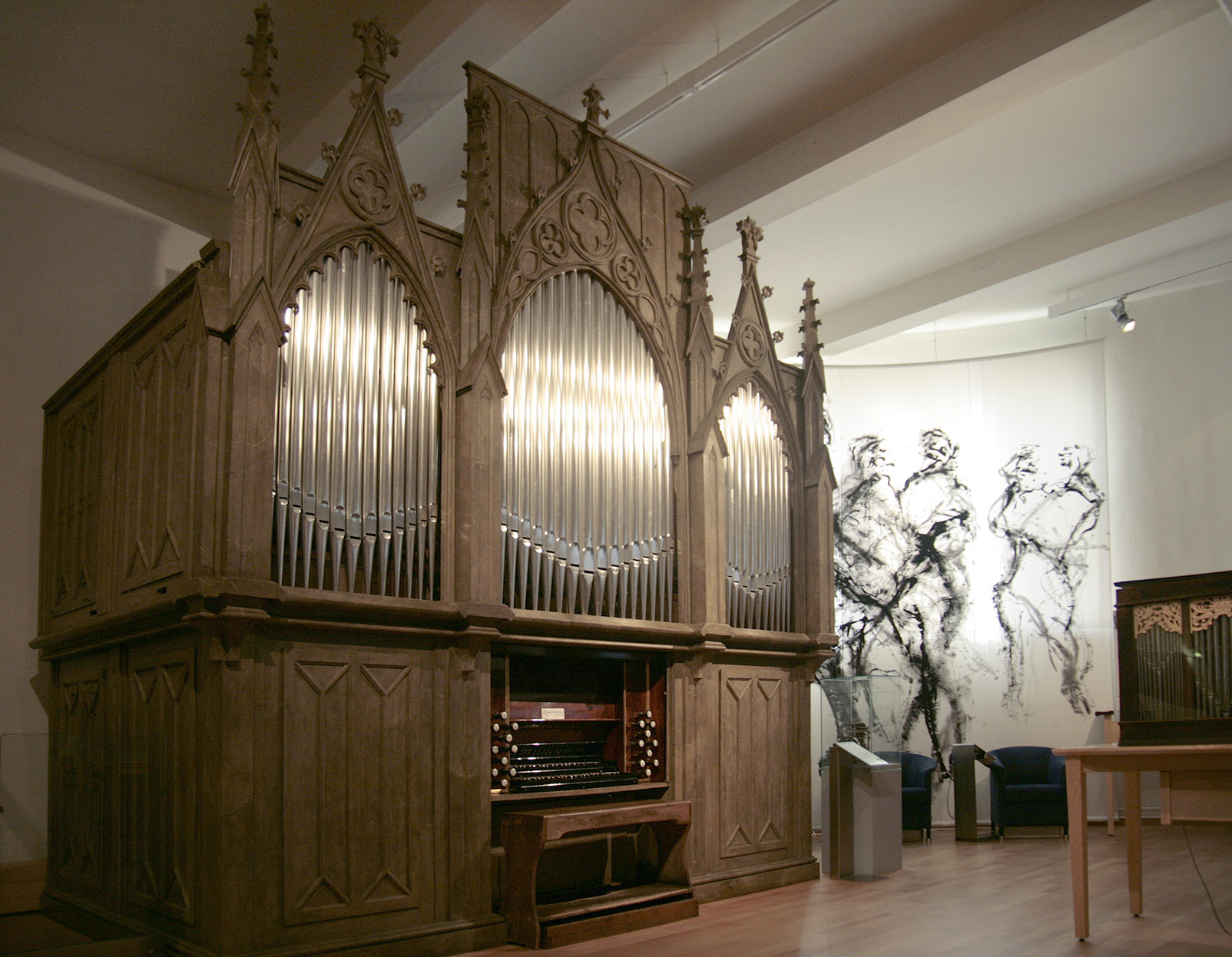
Orgel der Hofburg-Kapelle (von Carl Friedrich Ferdinand Buckow, 1862)
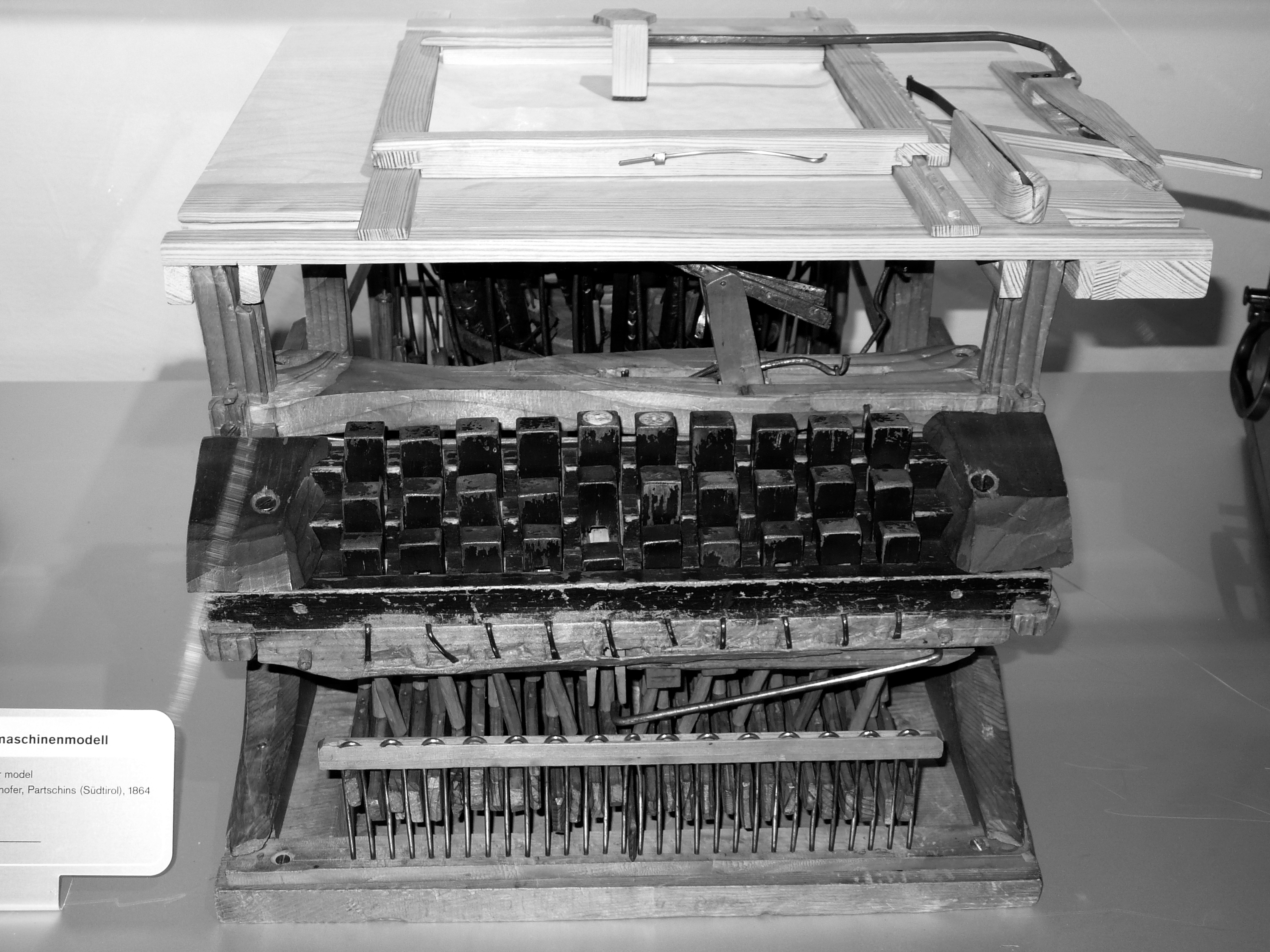
Schreibmaschine von Peter Mitterhofer (1864)
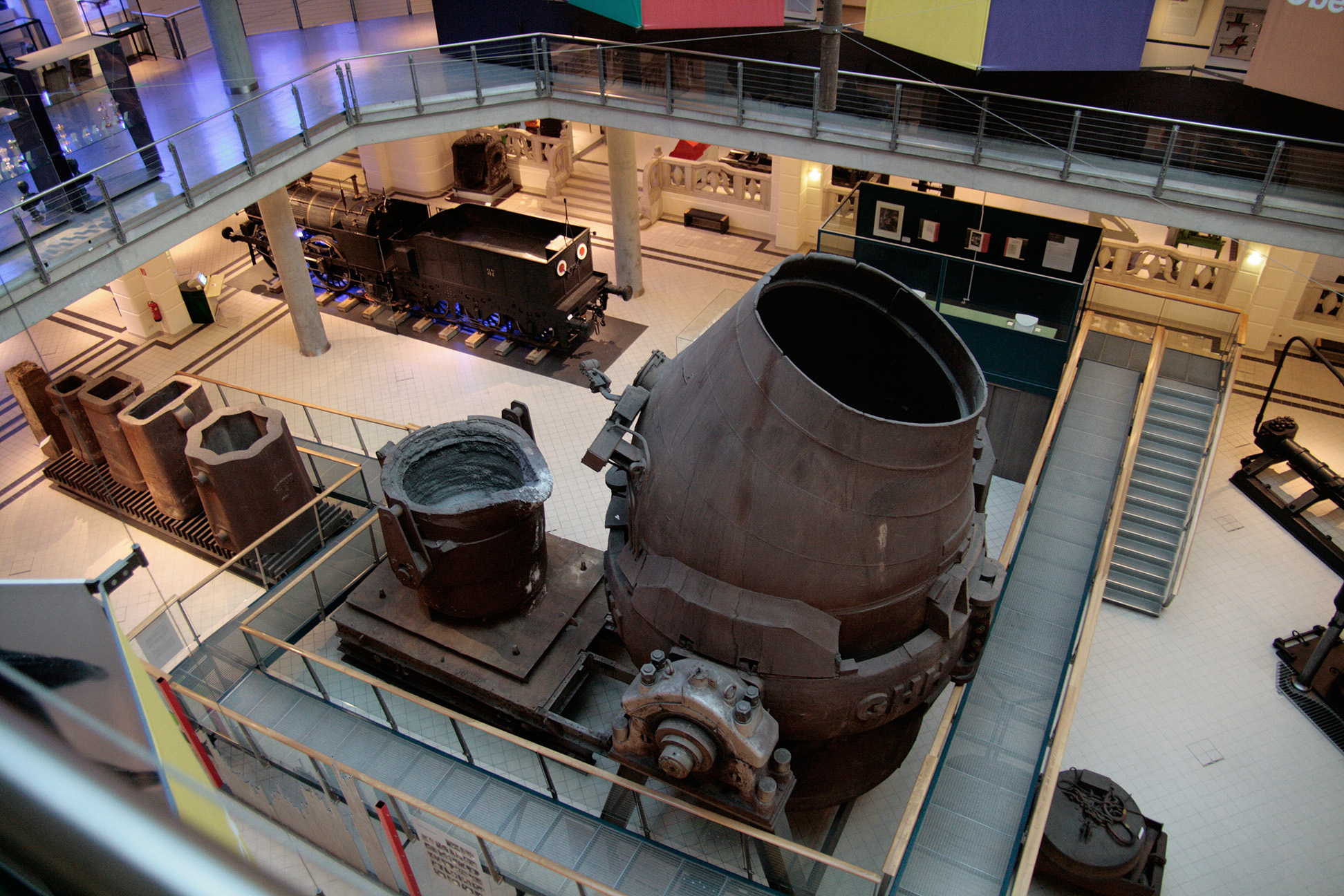
LD-Tiegel (1952)

### Sammlung der Straßenfahrzeuge
Die Abteilung für Straßenfahrzeuge befindet sich im Museum. Sie zeigt Meilensteine der österreichischen Kraftfahrzeuggeschichte der Marken Austro-Daimler, Gräf & Stift, Steyr, Puch u. a. Zu den ältesten Schaustücken gehören der Benz des Eugen Zardetti (1893), das erste in Österreich betriebene Benzinautomobil, und eines der ältesten im Originalzustand erhaltenen Fahrzeuge überhaupt, der zweite Marcus-Wagen (1888/89). Um den Aufbau dieser Sammlung hat sich in der Zeit nach dem Zweiten Weltkrieg der damalige Kustos Hans Seper besonders verdient gemacht. Vom zweiten Marcus-Wagen wurde unter Aufsicht des Museums eine Replika angefertigt, die am 17. Mai 2006 in Anwesenheit von Bundespräsident Heinz Fischer der Öffentlichkeit präsentiert wurde. Damit sollen Versuchsfahrten und Ausfahrten vor Publikum durchgeführt werden, ohne das wertvolle Original strapazieren zu müssen.

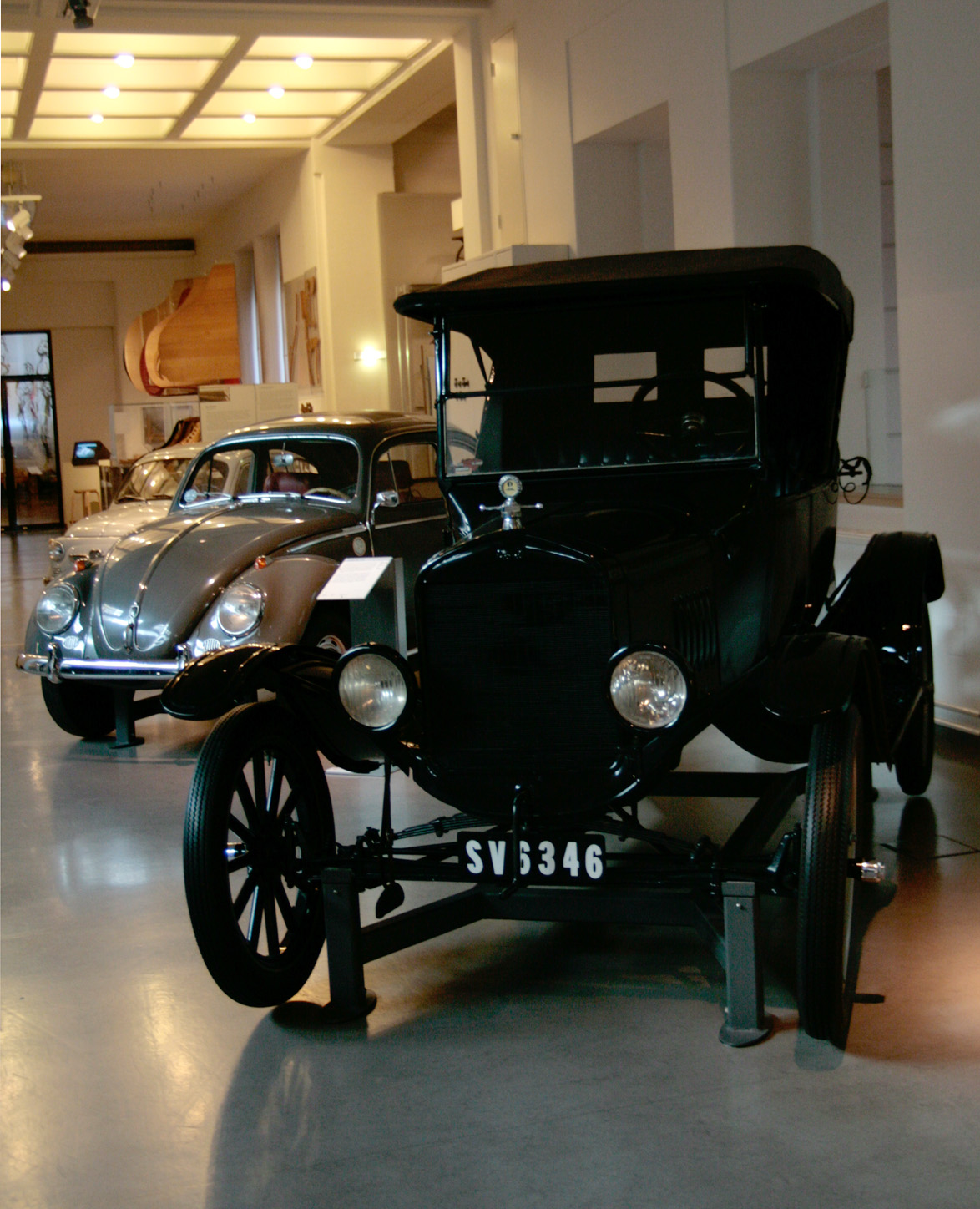
Ford Model T (1923) und VW Typ 11 Luxus (1962)
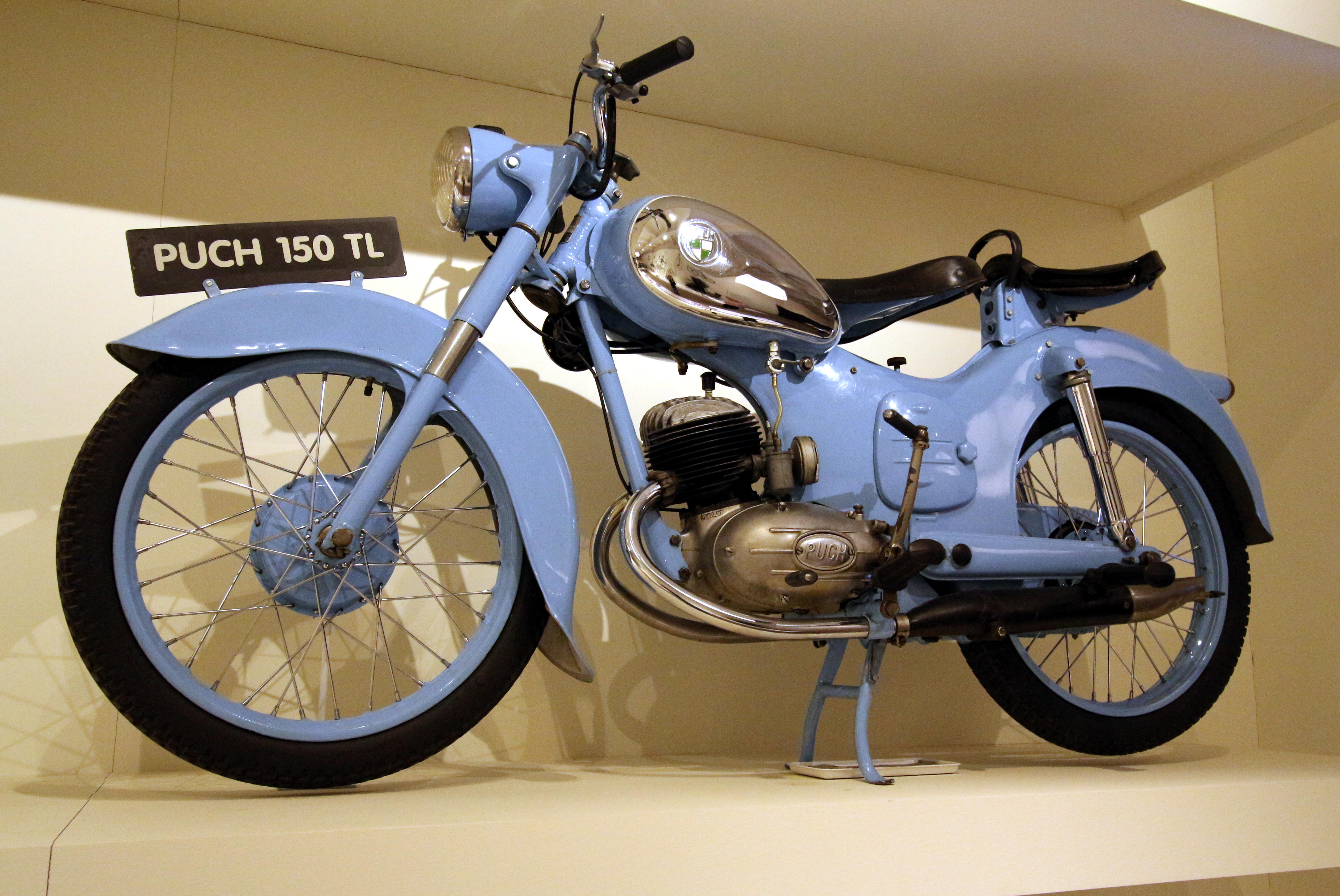
Puch-Motorrad (1953)

### Sammlung der Schienenfahrzeuge

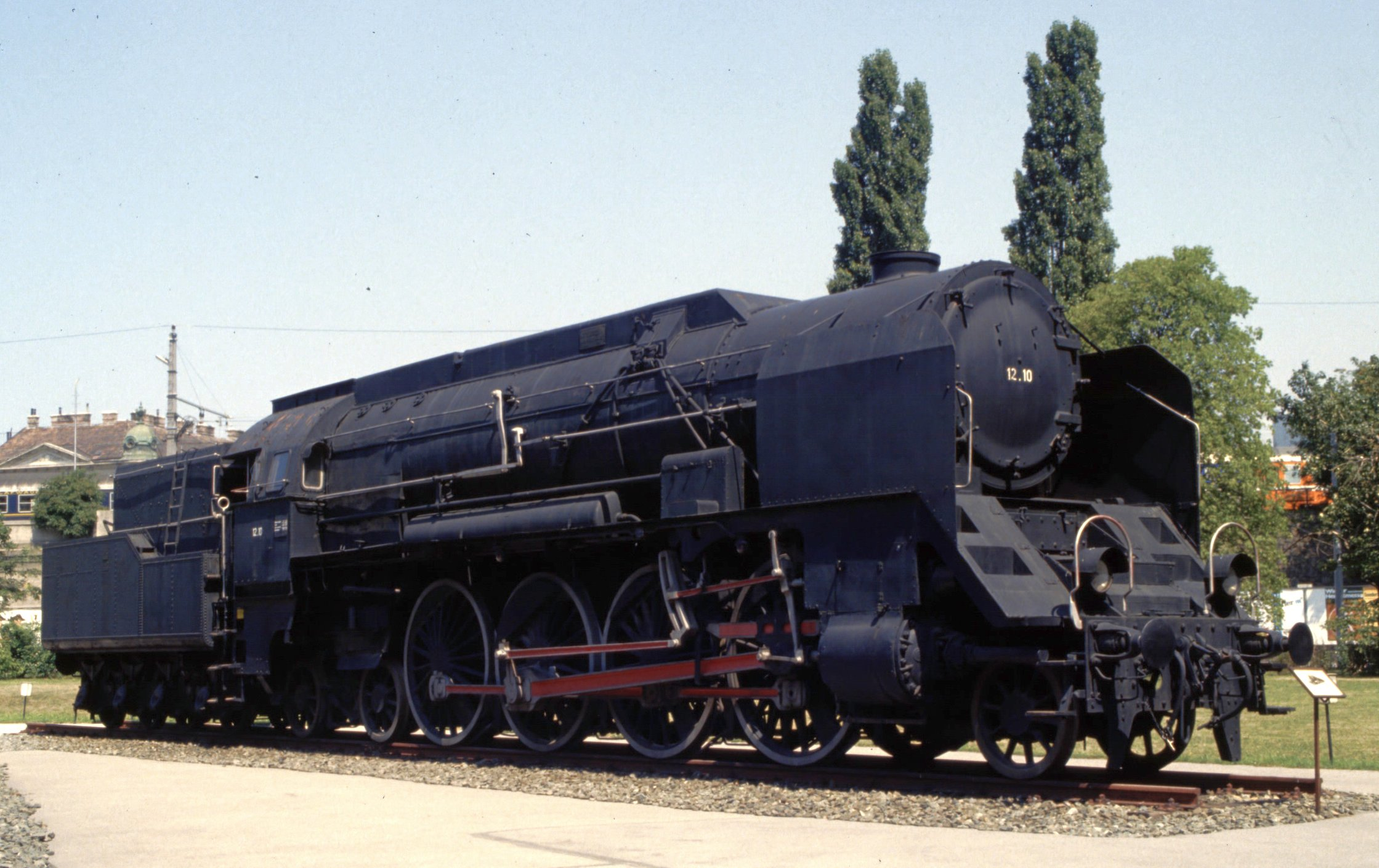
12.10 im August 1980

Im Zuge der Renovierung des Gebäudes und der damit einhergehenden Umstrukturierung der Sammlung wurden die historischen Schienenfahrzeuge großteils in das Eisenbahnmuseum Strasshof in Niederösterreich überstellt, wo sie vom 1. Österreichischen Straßenbahn- und Eisenbahnklub betreut wurden. Weitere Schienenfahrzeuge wurden anderen Vereinen, Sammlungen oder kommerziellen Leihnehmern überlassen, darunter etwa dem Eisenbahnmuseum Schwechat des Vereines der Eisenbahnfreunde. Ende 2008 wurden einige der wertvollsten Eisenbahnfahrzeuge nach teilweise aufwändiger Restaurierung wieder in der Haupthalle des Museums ausgestellt, andere Exponate wurden als Leihgaben an regionale Eisenbahnmuseen in den Bundesländern vergeben. Im Oktober 2019 wurde die ÖBB 12.10 schließlich dauerhaft ins Technische Museum Wien überstellt, wo sie ab März 2020 besichtigt werden kann.
Die nicht mehr benötigte Lokomotivhalle im Bahnhof Marchegg wurde 2012 langfristig vom Museum gemietet, renoviert und mit Gleisen unterschiedlicher Spurweite ausgestattet. Das Gebäude wird als zusätzliche Depothalle für Eisenbahnlokomotiven und Waggons verwendet. Damit wird eine Reihe der bisher an verschiedenen Standorten und teilweise im Freien deponierten Objekte der Eisenbahnsammlung des Museums in einer Halle vereint und es ist erstmals in der Geschichte der Eisenbahnsammlung des Museums erreicht, dass alle Schienenfahrzeuge einen Platz in einer Ausstellungs- oder zumindest in einer Depothalle gefunden haben. Weitere Fahrzeuge, darunter die Lokomotive LICAON, wurden in einem 2017 eröffneten Depot im niederösterreichischen Haringsee hinterstellt.
Siehe dazu auch Bewegliche Denkmale in Österreich/Liste von Schienenfahrzeugen.

## Besonderheiten
- Schaubergwerk unter dem Gebäude
- Hochspannungslabor
- das erste Linz-Donawitz-Verfahren (Linz-Donawitz-Sauerstoff-Aufblasverfahrens für Stahl)
- Modelle von Brücken und Hüttenbetrieben
- Originale Dampfmaschinen
- Verkehrsabteilung (mit dem bekannten Wagen von Siegfried Marcus)
- Salonwagen der Kaiserin Elisabeth
- Sonderausstellungen zu aktuellen und historischen Themen

- Familienbereich für Kinder
  - mini mobil bestand bis 12. April 2021.
  - miniXplore wendet sich seit 27. März 2021 an Kinder von 3 bis 8 Jahren mit Begleitpersonen und lässt spielerisch MINT-Themen entdecken.[13]
  - minTi – Ein Erlebnisbereich für Kinder von 1,5 bis 5 Jahren. Highlights sind die Rutsche und das Feuerwehrauto.